# Darios III de Pèrsia

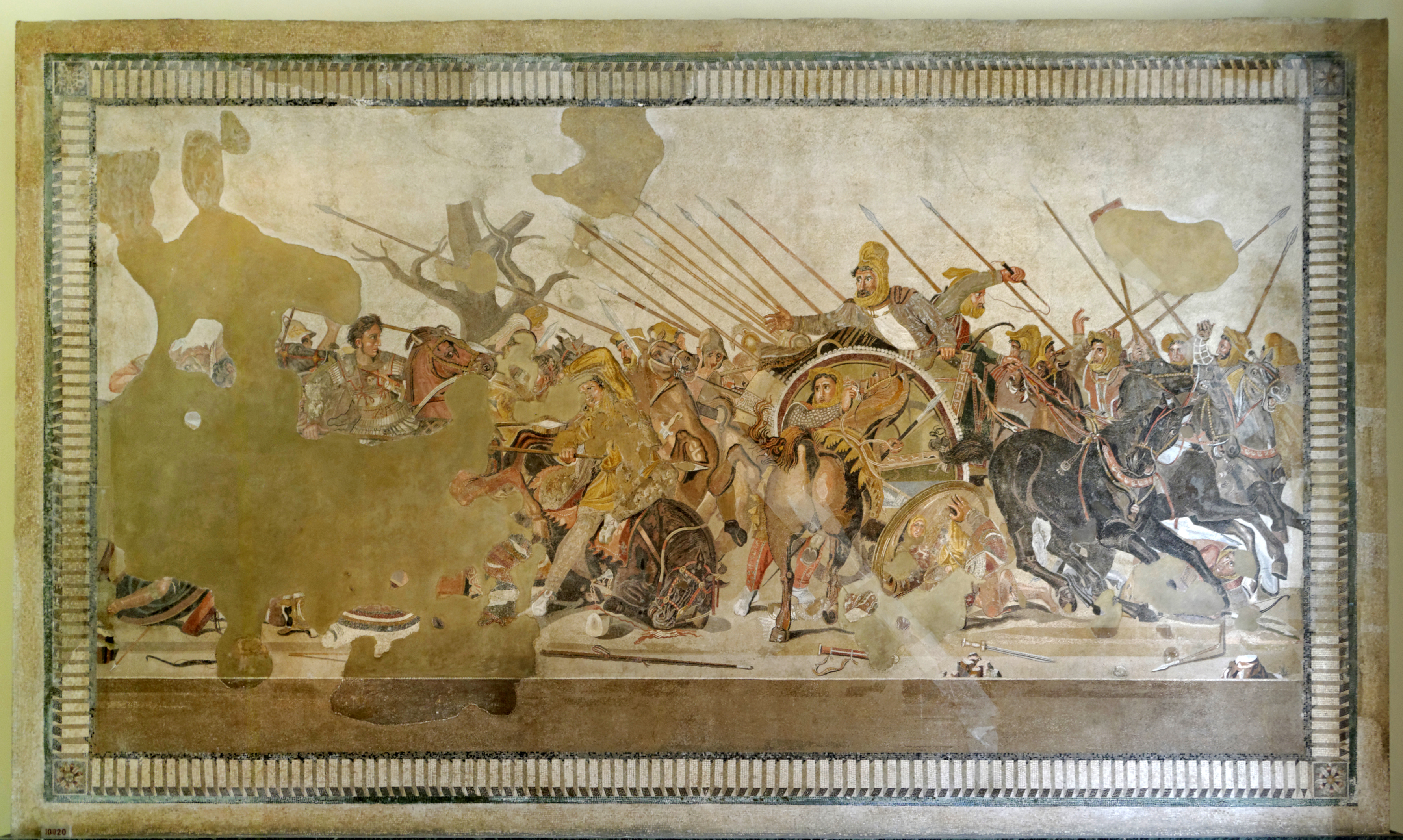
Darios III (al centre) lluitant contra Alexandre el Gran (a l'esquerra) a la batalla d'Issos.

Darios III Codomà (vers 380 aC - 330 aC) fou el darrer rei aquemènida de l'Imperi Persa, del 336 aC al 330 aC. El seu nom ari era Artašata i s'havia distingit en la guerra contra els caducis. Havia servit també com a correu reial, i era probablement sàtrapa d'Armènia (d'on la família per part de mare tenia origen) nomenat vers el 438 aC.

## Família
El seu pare fou Arsames i el seu avi Ostanes, fill de Darios II de Pèrsia Ocos, i germà d'Artaxerxes II de Pèrsia Memnon, i la seva mare fou Sisygambis, filla d'Artaxerxes II de Pèrsia Memnon i de la reina Estàtira, i neta d'Hidarnes III d'Armènia.

## Biografia
Vers el 344 aC fou nomenat sàtrapa d'Armènia al lloc d'Orontes I. El 337 aC es va revoltar a Armènia contra el rei Arses de Pèrsia al·legant la seva joventut i que estava dominat pel seu visir, l'eunuc Bagoas. Mort Arses Artašata fou proclamat rei amb el suport de la noblesa, i Bagoas fou executat. Diodor de Sicília diu que Bagoas va matar Arses i va proclamar rei a un parent, un cosí que fou Darios III Codomà, al que volia dominar però quan el nou rei no es va deixar controlar el va voler enverinar, però Darios III se'n va assabentar i el va obligar a beure el verí.
El 336 aC Filip II de Macedònia va rebre l'autorització de la Lliga de Corint (de la que era hegemon) per iniciar la guerra contra Pèrsia per la violació dels temples d'Atenes durant la segona guerra mèdica. Filip va enviar als generals Parmeni i Àtal al front d'un exèrcit amb l'encàrrec d'alliberar als grecs que vivien sota domini persa. Ja havien conquerit les ciutats de l'Àsia Menor des de Troia al riu Madraios, quan fou assassinat Filip i la campanya es va acabar.
El 334 aC el fill de Filip, Alexandre el Gran, confirmat com hegemon de la lliga de Corint, va deixar la regència de Macedònia a Antípater i va envair altre cop l'Àsia Menor. Amb un exèrcit de 12.000 macedonis, 5.000 mercenaris, 5.000 odrisis, tribal·lis i il·liris, 1.000 agrianis i 4.500 genets i 4.500 cavalls, i amb 160 vaixells (galeres) va iniciar la guerra creuant els Dardanels per Lampsacos, i va travessar el riu Granic, prop del qual es va enfrontar amb les forces enviades pels sàtrapes de Mísia, Frígia i Lídia en el lloc anomenat Camps Adrastians (Batalla del Granic, maig o juny del 334 aC), essent totalment derrotat els perses. El govern de l'Hel·lespont fou confiat a Cales, amb el títol de sàtrapa, i Alexandre va seguir cap a Lídia. Bitínia es va proclamar independent. Els perses van atacar per mar les illes de Cos i Lesbos, que foren ocupades pel grec (al servei de Pèrsia) Memnó de Rodes. Les ciutats gregues de l'Àsia Menor van obrir les portes a Alexandre. El 333 aC Alexandre va entrar a Sardes sense lluita i va dominar tota la Lídia i la Frígia Hel·lespòntica.

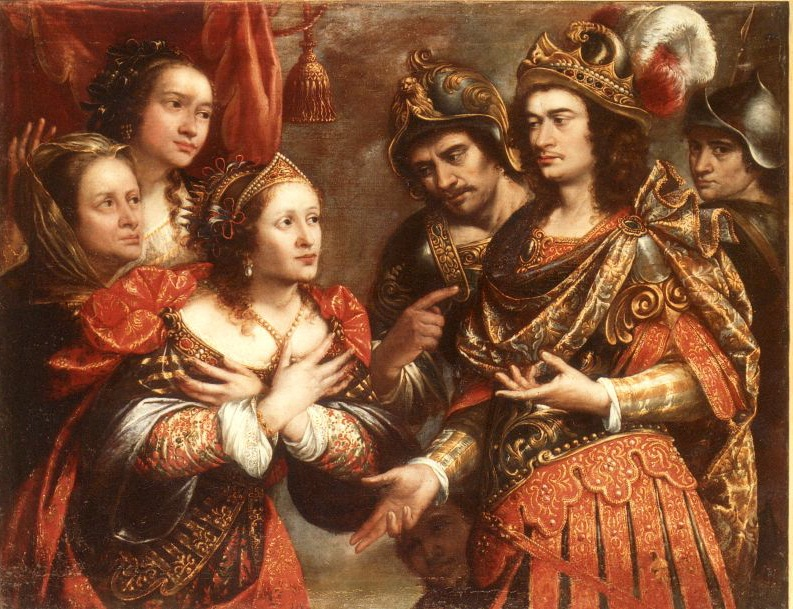
La família de Darios davant Alexandre el Gran, obra de Joost Susterman conservada a la Biblioteca Museu Víctor Balaguer de Vilanova i la Geltrú

Milet es va resistir però fou assaltada i conquerida. Halicarnàs, defensada per Memnó, fou també ocupada i va seguir tota la Cària, de la que fou expulsat el rei Orontobates i on la princesa Ada de Cària, que resistia al rei, es va sotmetre a Alexandre. Memnó va marxar cap a Quios, que va ocupar (també va ocupar altres illes menors de la mar Egea), i va assetjar Mitilena a Lesbos però va morir a la lluita, i Darios va perdre a l'únic general que podia fer front als macedonis. Alexandre va conquerir Lícia, Pamfília, Psídia i la resta de Frígia, on a Gòrdion va trencar amb l'espasa el nus gordià. Va seguir per la costa de Paflagònia i va arribar fins al Pont. Després va anar cap a Capadòcia i en va ocupar l'occident; després va avançar cap a Cilícia i va entrar a Tars sense lluita. Els perses van decidir presentar batalla al Taure, a Issos, combat que es va lliurar el novembre. Darios va perdre els nervis quan encara el combat no estava decidit, i va fugir, i els seus van perdre llavors la batalla. La seva mare, la seva dona i dues filles foren fetes presoneres al campament persa i tot i que foren molt ben tractades la dona i germanastre de Darios, Statira, va morir el 331 aC probablement de part. El sàtrapa de Cilícia, Arsames i el d'Egipte, Sabaces, van morir en aquesta batalla. Un macedoni, Amintes, es va presentar a Egipte com a nou sàtrapa, però no fou acceptat i el sàtrapa legítim, Mazaces, el va rebutjar. Els deu reis de Xipre encapçalats per Nicocreó de Salamina, es van sotmetre a Macedònia. Les illes ocupades pels perses foren recuperades per la flota greco-macedònia amb suport de la flota de Cària.

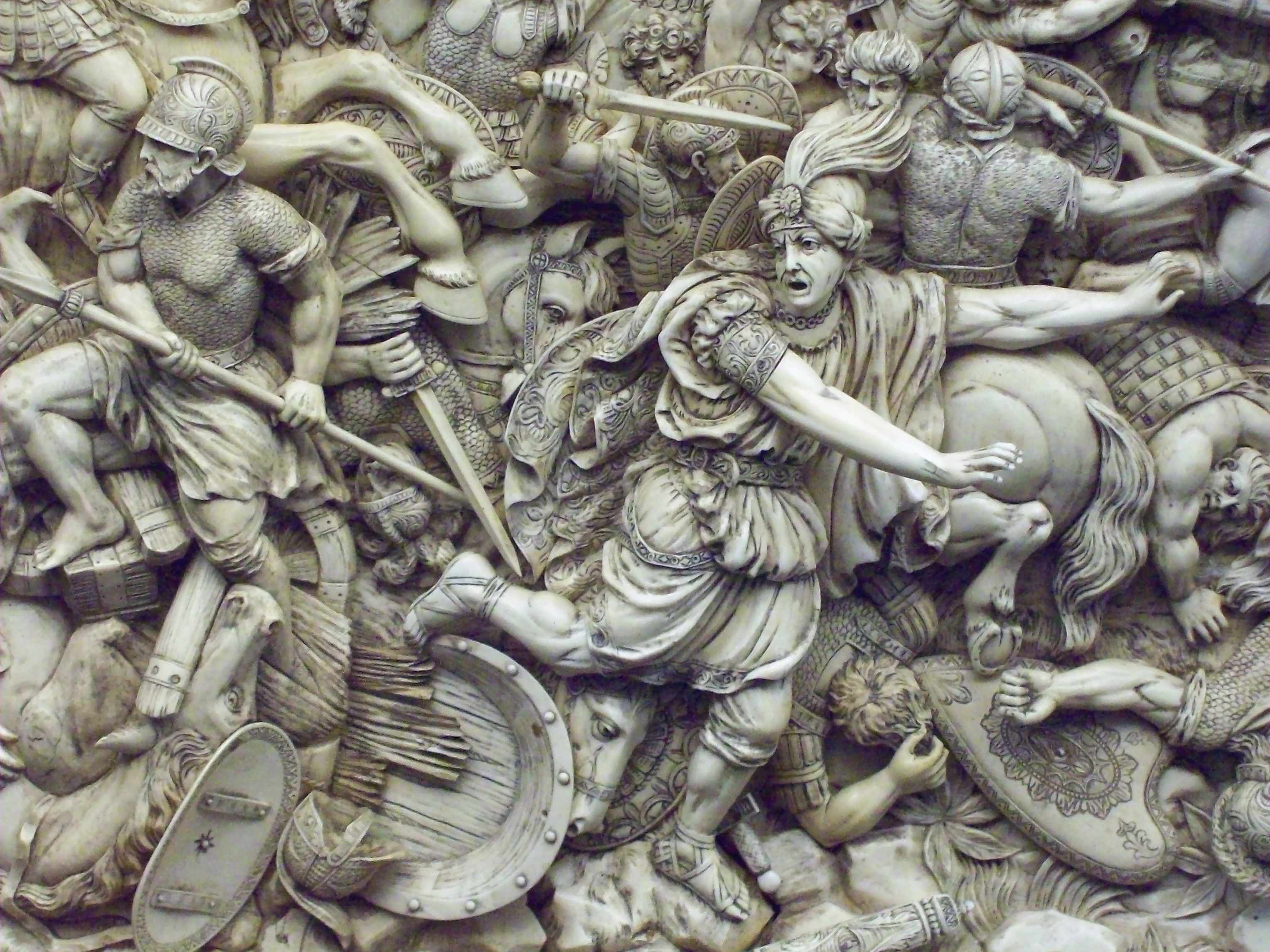
Fugida de Darios a la batalla de Gaugamela. Relleu de vori del (M.A.N., Madrid)

Darios va intentar reunir un altre exèrcit, i va demanar contingents a totes les satrapies. Alexandre no tenia ningú per fer-li front i el 332 aC va avançar cap a Fenícia i va ocupar les seves ciutats. Tir va resistir però fou ocupada després de set mesos (agost del 332 aC). Abdalònim fou nomenat rei a Sidó. Gaza va resistir dos mesos. Avançat l'any els macedonis van arribar a Pelúsium i d'allí van anar cap a Memfis; el sàtrapa Mazaces no va oferir resistència i es va sotmetre a Alexandre al que els sacerdots van coronar com a rei de l'Alt i Baix Egipte en una cerimònia feta a Memfis. A Egipte fou fundada Alexandria i tot seguit els macedonis van anar a Cirenaica i cap a l'oasi de Siwa. Doloaspis i Petisis foren nomenats governadors civils de l'Alt i Baix Egipte sota supervisió militar de dos generals macedonis, i es van crear les províncies de Líbia (de la que fou nomenat governador Apol·loni) i Aràbia (de la que fou nomenat governador Claòmenes). Cirene va acceptar formalment el domini macedoni el 331 aC i Alexandre va sortir d'Egipte cap a Síria, va creuar l'Eufrates prop de Capsacos, i el Tigris prop de Bedzabe i va trobar l'exèrcit persa a la batalla de Gaugamela, prop d'Arbela (1 d'octubre del 331 aC). La batalla una vegada més encara no estava decidida quan ja Darios la va donar per perduda i va fugir. Alexandre va entrar llavors a Babilònia i el sàtrapa Mazeos, que s'havia destacat a la darrera batalla, se li va sotmetre i fou confirmat al càrrec però amb l'administració militar i financera a càrrec d'oficials macedonis. Mentre Darios havia fugit a Ecbàtana. Alexandre va seguir cap a Susa que va ocupar, i només va trobar una petita resistència a Tang-i-Rashkan (Portes Perses) dirigida pel sàtrapa de Persis, Ariobarzanes, que fou aplanada, entrant finalment a Persèpolis i Pasàrgada, d'on el sàtrapa ja havia fugit. De Pasàrgada els macedonis van anar cap Ecbàtana, i Darios III en va fugir. Armènia es va fer independent sota el rei Vahé però els macedonis van arribar al país i en van assolir el control i fins i tot alguns principats georgians es van sotmetre a Macedònia.
El 330 aC Darios III va arribar a Bactriana on el sàtrapa del país, Bessos, el va assassinar i es va proclamar rei de Pèrsia (juliol). Llavors els nobles de Pèrsia van reconèixer com a rei a Alexandre. Aquest va trobar el cadàver de Darios i li va donar un gran funeral d'estat, i es va casar més tard amb la seva filla Barsina (el 324 aC).